# Nancy Freedman
Nancy Lois Freedman (geboren als Nancy Mars am 4. Juli 1920 in Evanston, Illinois; gestorben am 10. August 2010 in Greenbrae, Kalifornien) war eine amerikanische Schriftstellerin. Sie ist vor allem bekannt durch den auch verfilmten Roman Mrs. Mike, den sie zusammen mit ihrem Mann Benedict Freedman schrieb.

## Leben
Freedman war die Tochter des Chirurgen Hartley Farnham Mars und der Reporterin Brillianna, geborene Hintermeister.
Sie studierte ohne Abschluss an mehreren Universitäten in Südkalifornien und besuchte für zwei Semester das Art Institute of Chicago.
1940 heiratete sie den Schriftsteller Benedict Freedman, später Mathematiker und Professor am Occidental College in Los Angeles, mit dem sie einen Sohn, den Mathematiker Michael Freedman, und zwei Töchter hatte. Damals jedoch war sie eine angehende Schauspielerin und Tänzerin, ihr Mann ein angehender Drehbuchautor und beide versuchten, in Hollywood Fuß zu fassen.
1947 veröffentlichte sie zusammen mit ihrem Mann Mrs. Mike, eine fiktive Biographie, basierend auf der Lebensgeschichte von Katherine Mary O’Fallon (1899–1954), die Anfang des 20. Jahrhunderts Mike Flannigan heiratet, einen Sergeant der kanadischen Royal North-West Mounted Police, und ein entbehrungsreiches Leben auf entlegenen Außenposten in den Provinzen  British Columbia und Alberta führt. Das Buch wurde zum Bestseller und 1949 unter der Regie von Louis King auch verfilmt. Nach diesem ersten Erfolg schrieb das Ehepaar im Lauf der folgenden Jahrzehnte zusammen insgesamt zehn Bücher, darunter zwei Fortsetzungen von Mrs. Mike.
Neben den Kollaborationen mit ihrem Mann schrieb Freedman eine Reihe eigener Romane, darunter den Science-Fiction-Roman Joshua: Son of None (1973), in dem aus einer Gewebeprobe des ermordeten John F. Kennedy ein Klon erzeugt wird, und damit einen der ersten SF-Romane, in dem das Klonen eine Rolle spielt. Ihrem Mann zufolge kann ein Großteil ihrer Werke als „flammend feministisch“ beschrieben werden.
Zu diesen gehören insbesondere Sappho: The Tenth Muse (1998), ein Roman über das Leben der Sappho, und Mary, Mary Quite Contrary, ein Roman über die Beziehung zwischen Mary Shelley und ihrer toten Mutter Mary Wollstonecraft, beide wichtige Figuren in den Anfängen der Frauenrechtsbewegung im 19. Jahrhundert.
Nach einer Episode mit rheumatischem Fieber mit drei Jahren, nach der sie lebenslang mit gesundheitlichen Problemen zu kämpfen hatte, starb sie 2010 im Alter von 90 Jahren an den Folgen von Riesenzellarteriitis.

## Bibliographie
- Mary, Mary Quite Contrary (1968)
- Joshua: Son of None (1973)
  - Deutsch: Josua Niemandssohn. Zusammen mit Die Stadt in den Sternen von Thomas R. P. Mielke in: Unterwegs in die Welt von Morgen #137, Verlag Das Beste/Readers Digest, 1993, ISBN 3-87070-480-2.
- The Immortals (1977)
- Prima donna (1981)
- The Seventh Stone (1992)
- Sappho: The Tenth Muse (1998)

mit Benedict Freedman
- Mrs. Mike, the Story of Katherine Mary Flannigan (1947)
  - Deutsch: Mrs. Mike. Übersetzt von Marianne Schön. Zsolnay, Wien & Hamburg 1949.
- This and No More (1950)
- The Spark and the Exodus (1954)
- Lootville (1954)
- Tresa (1954)
- The Apprentice Bastard (1966)
- Cyclone of Silence (1969)
- The Search for Joyful : A Mrs. Mike Novel (2002)
- Kathy Little Bird : A Mrs. Mike Novel (2003)